# Golden Globe Award/Beste Hauptdarstellerin – Drama
Gewinner und Nominierte für den Golden Globe Award in der Kategorie Beste Hauptdarstellerin – Drama (seit 2005 Best Performance by an Actress in a Motion Picture – Drama), die die herausragendsten Schauspielleistungen des vergangenen Kalenderjahres prämiert. Die Kategorie wurde im Jahr 1951 ins Leben gerufen. Von 1944 bis 1950 vergab die Hollywood Foreign Press Association (HFPA) einen Darstellerpreis (Best Actress in a Motion Picture) ohne Unterteilung nach Filmgenre.
40 Mal wurde die beste Drama-Darstellerin später mit dem Oscar ausgezeichnet, zuletzt 2020 geschehen, mit der Preisvergabe an Renée Zellweger (Judy). In den Jahren 1989 (Shirley MacLaine für Madame Sousatzka) und 2009 (Kate Winslet für Zeiten des Aufruhrs) fand die preisgekrönte Filmrolle keine Berücksichtigung für den Oscar.
53 Mal konnten US-amerikanische Schauspielerinnen den Darstellerpreis erringen (darunter Darstellerinnen mit doppelter Staatsbürgerschaft wie Elizabeth Taylor oder Nicole Kidman), gefolgt von ihren Kolleginnen aus Großbritannien (10 Siege) und dem Dreifach-Triumph der Schwedin Ingrid Bergman. Schauspielerinnen aus dem deutschsprachigen Raum konkurrierten in der Vergangenheit dreimal vergeblich um die Auszeichnung: 1958 Marlene Dietrich für die Hollywood-Produktion Zeugin der Anklage, 1964 Romy Schneider für das englischsprachige Drama Der Kardinal und 2024 Sandra Hüller für die französische Produktion Anatomie eines Falls. Die einzigen Siege für eine nicht-englischsprachige Rolle verbuchten 1967 Anouk Aimée für die französische Produktion Ein Mann und eine Frau, 1973 Liv Ullmann für das schwedischsprachige Drama Emigranten und 2017 Isabelle Huppert für die französische Produktion Elle.
| Statistik                          | Name              | Anzahl | Jahr                                                                                  |
| ---------------------------------- | ----------------- | ------ | ------------------------------------------------------------------------------------- |
| Häufigste Auszeichnungen           | Ingrid Bergman    | 3      | 1945, 1946, 1957                                                                      |
| Häufigste Auszeichnungen           | Jane Fonda        | 3      | 1972, 1978, 1979                                                                      |
| Häufigste Auszeichnungen           | Meryl Streep      | 3      | 1982, 1983, 2012                                                                      |
| Häufigste Auszeichnungen           | Cate Blanchett    | 3      | 1999, 2014, 2023                                                                      |
| Häufigste Nominierungen (* = Sieg) | Meryl Streep      | 14     | 1982*, 1983*, 1984, 1986, 1989, 1995, 1996, 1997, 1999, 2000, 2003, 2009, 2012*, 2018 |
| Häufigste Nominierungen ohne Sieg  | Katharine Hepburn | 6      | 1957, 1960, 1963, 1968, 1969, 1982                                                    |

Die unten aufgeführten Filme werden mit ihrem deutschen Verleihtitel (sofern ermittelbar) angegeben, danach folgt in Klammern in kursiver Schrift der fremdsprachige Originaltitel. Die Nennung des Originaltitels entfällt, wenn deutscher und fremdsprachiger Filmtitel identisch sind. Die Gewinner stehen hervorgehoben an erster Stelle. Mit einem * gekennzeichnet sind Schauspielerinnen, die später den Oscar für die Beste Hauptrolle des Jahres gewannen.

## 1940er Jahre
1944
Jennifer Jones* – Das Lied von Bernadette (The Song of Bernadette)
1945
Ingrid Bergman* – Das Haus der Lady Alquist (Gaslight)
1946
Ingrid Bergman – Die Glocken von St. Marien (The Bells of St. Mary’s)
1947
Rosalind Russell – Schwester Kenny (Sister Kenny)
1948
Rosalind Russell – Mourning Becomes Electra
1949
Jane Wyman* – Schweigende Lippen (Johnny Belinda)

## 1950er Jahre
1950
Olivia de Havilland* – Die Erbin (The Heiress)
- Deborah Kerr – Edward, mein Sohn (Edward, My Son)

1951
Gloria Swanson – Boulevard der Dämmerung (Sunset Boulevard)
- Bette Davis – Alles über Eva (All About Eve)
- Judy Holliday* – Die ist nicht von gestern (Born Yesterday)

1952
Jane Wyman – Das Herz einer Mutter (The Blue Veil)
- Vivien Leigh* – Endstation Sehnsucht (A Streetcar Named Desire)
- Shelley Winters – Ein Platz an der Sonne (A Place in the Sun)

1953
Shirley Booth* – Kehr zurück, kleine Sheba (Come Back, Little Sheba)
- Joan Crawford – Maskierte Herzen (Sudden Fear)
- Olivia de Havilland – Meine Cousine Rachel (My Cousin Rachel)

1954
Audrey Hepburn* – Ein Herz und eine Krone (Roman Holiday)
1955
Grace Kelly* – Ein Mädchen vom Lande (The Country Girl)
1956
Anna Magnani* – Die tätowierte Rose (The Rose Tattoo)
1957
Ingrid Bergman* – Anastasia
- Carroll Baker – Baby Doll – Begehre nicht des anderen Weib (Baby Doll)
- Helen Hayes – Anastasia
- Audrey Hepburn – Krieg und Frieden (War and Peace)
- Katharine Hepburn – Der Regenmacher (The Rainmaker)

1958
Joanne Woodward* – Eva mit den drei Gesichtern (The Three Faces of Eve)
- Marlene Dietrich – Zeugin der Anklage (Witness for the Prosecution)
- Deborah Kerr – Der Seemann und die Nonne (Heaven Knows, Mr. Allison)
- Anna Magnani – Wild ist der Wind (Wild Is the Wind)
- Eva Marie Saint – Giftiger Schnee (A Hatful of Rain)

1959
Susan Hayward* – Laßt mich leben (I Want to Live!)
- Ingrid Bergman – Die Herberge zur 6. Glückseligkeit (The Inn of the Sixth Happiness)
- Deborah Kerr – Getrennt von Tisch und Bett (Separate Tables)
- Shirley MacLaine – Verdammt sind sie alle (Some Came Running)
- Jean Simmons – Bevor die Nacht anbricht (Home Before Dark)

## 1960er Jahre
1960
Elizabeth Taylor – Plötzlich im letzten Sommer (Suddenly, Last Summer)
- Audrey Hepburn – Geschichte einer Nonne (The Nun’s Story)
- Katharine Hepburn – Plötzlich im letzten Sommer (Suddenly, Last Summer)
- Lee Remick – Anatomie eines Mordes (Anatomy of a Murder)
- Simone Signoret* – Der Weg nach oben (Room at the Top)

1961
Greer Garson – Sunrise at Campobello
- Doris Day – Mitternachtsspitzen (Midnight Lace)
- Nancy Kwan – Die Welt der Suzie Wong (The World of Suzie Wong)
- Jean Simmons – Elmer Gantry
- Elizabeth Taylor* – Telefon Butterfield 8 (BUtterfield 8)

1962
Geraldine Page – Sommer und Rauch (Summer and Smoke)
- Leslie Caron – Fanny
- Shirley MacLaine – Infam (The Children’s Hour)
- Claudia McNeil – Ein Fleck in der Sonne (A Raisin in the Sun)
- Natalie Wood – Fieber im Blut (Splendor in the Grass)

1963
Geraldine Page – Süßer Vogel Jugend (Sweet Bird of Youth)
- Anne Bancroft* – Licht im Dunkel (The Miracle Worker)
- Bette Davis – Was geschah wirklich mit Baby Jane? (What Ever Happened to Baby Jane?)
- Katharine Hepburn – Eines langen Tages Reise durch die Nacht (Long Day’s Journey Into Night)
- Glynis Johns – Der Chapman-Report (The Chapman Report)
- Melina Mercouri – Phaedra
- Lee Remick – Die Tage des Weines und der Rosen (Days of Wine and Roses)
- Susan Strasberg – Hemingways Abenteuer eines jungen Mannes (Hemingway’s Adventures of a Young Man)
- Shelley Winters – Lolita
- Susannah York – Freud

1964
Leslie Caron – Das indiskrete Zimmer (The L-Shaped Room)
- Polly Bergen – Frauen, die nicht lieben dürfen (The Caretakers)
- Geraldine Page – Puppen unterm Dach (Toys in the Attic)
- Rachel Roberts – Lockender Lorbeer (This Sporting Life)
- Romy Schneider – Der Kardinal (The Cardinal)
- Alida Valli – El hombre de papel
- Marina Vlady – Die Bienenkönigin (Una storia moderna – l’ape regina)
- Natalie Wood – Verliebt in einen Fremden (Love with the Proper Stranger)

1965
Anne Bancroft – Schlafzimmerstreit (The Pumpkin Eater)
- Ava Gardner – Die Nacht des Leguans (The Night of the Iguana)
- Rita Hayworth – Circus-Welt (Circus World)
- Geraldine Page – Die Frau seines Herzens (Dear Heart)
- Jean Seberg – Lilith

1966
Samantha Eggar – Der Fänger (The Collector)
- Julie Christie* – Darling
- Elizabeth Hartman – Träumende Lippen (A Patch of Blue)
- Simone Signoret – Das Narrenschiff (Ship of Fools)
- Maggie Smith – Othello

1967
Anouk Aimée – Ein Mann und eine Frau (Un homme et une femme)
- Ida Kamińska – Das Geschäft in der Hauptstraße (Obchod na korze)
- Virginia McKenna – Frei geboren – Königin der Wildnis (Born Free)
- Elizabeth Taylor* – Wer hat Angst vor Virginia Woolf? (Who’s Afraid of Virginia Woolf?)
- Natalie Wood – Dieses Mädchen ist für alle (This Property Is Condemned)

1968
Edith Evans – Flüsternde Wände (The Whisperers)
- Faye Dunaway – Bonnie und Clyde (Bonnie and Clyde)
- Audrey Hepburn – Warte, bis es dunkel ist (Wait Until Dark)
- Katharine Hepburn* – Rat mal, wer zum Essen kommt (Guess Who’s Coming to Dinner)
- Anne Heywood – The Fox

1969
Joanne Woodward – Die Liebe eines Sommers (Rachel, Rachel)
- Katharine Hepburn* – Der Löwe im Winter (The Lion in Winter)
- Mia Farrow – Rosemaries Baby (Rosemary’s Baby)
- Vanessa Redgrave – Isadora
- Beryl Reid – Das Doppelleben der Sister George (The Killing of Sister George)

## 1970er Jahre
1970
Geneviève Bujold – Königin für tausend Tage (Anne of the Thousand Days)
- Jane Fonda – Nur Pferden gibt man den Gnadenschuß (They Shoot Horses, Don't They?)
- Liza Minnelli – Pookie (The Sterile Cuckoo)
- Jean Simmons – Happy-End für eine Ehe (The Happy Ending)
- Maggie Smith* – Die besten Jahre der Miss Jean Brodie (The Prime of Miss Jean Brodie)

1971
Ali MacGraw – Love Story
- Faye Dunaway – Puzzle of a Downfall Child
- Glenda Jackson* – Liebende Frauen (Women in Love)
- Melina Mercouri – Versprechen in der Dämmerung (Promise at Dawn)
- Sarah Miles – Ryans Tochter (Ryan’s Daughter)

1972
Jane Fonda* – Klute
- Dyan Cannon – So gute Freunde (Such Good Friends)
- Glenda Jackson – Maria Stuart, Königin von Schottland (Mary, Queen of Scots)
- Vanessa Redgrave – Maria Stuart, Königin von Schottland (Mary, Queen of Scots)
- Jessica Walter – Sadistico (Play Misty for Me)

1973
Liv Ullmann – Emigranten (Utvandrarna)
- Diana Ross – Lady Sings the Blues
- Cicely Tyson – Das Jahr ohne Vater (Sounder)
- Trish Van Devere – Mein Herz braucht Liebe (One Is a Lonely Number)
- Tuesday Weld – Spiel dein Spiel (Play It As It Lays)
- Joanne Woodward – Die Wirkung von Gammastrahlen auf Ringelblumen (The Effect of Gamma Rays on Man-in-the-Moon Marigolds)

1974
Marsha Mason – Zapfenstreich (Cinderella Liberty)
- Ellen Burstyn – Der Exorzist (The Exorcist)
- Barbra Streisand – So wie wir waren (The Way We Were)
- Elizabeth Taylor – Die Rivalin (Ash Wednesday)
- Joanne Woodward – Sommerwünsche – Winterträume (Summer Wishes, Winter Dreams)

1975
Gena Rowlands – Eine Frau unter Einfluß (A Woman Under the Influence)
- Ellen Burstyn* – Alice lebt hier nicht mehr (Alice Doesn't Live Here Anymore)
- Faye Dunaway – Chinatown
- Valerie Perrine – Lenny
- Liv Ullmann – Szenen einer Ehe (Scener ur ett äktenskap)

1976
Louise Fletcher* – Einer flog über das Kuckucksnest (One Flew Over the Cuckoo’s Nest)
- Karen Black – Der Tag der Heuschrecke (The Day of the Locust)
- Faye Dunaway – Die drei Tage des Condor (Three Days of the Condor)
- Marilyn Hassett – Die Kehrseite der Medaille (The Other Side of the Mountain)
- Glenda Jackson – Hedda Gabler (Hedda)

1977
Faye Dunaway* – Network
- Glenda Jackson – Die unglaubliche Sarah (The Incredible Sarah)
- Sarah Miles – Der Weg allen Fleisches (The Sailor Who Fell from Grace with the Sea)
- Talia Shire – Rocky
- Liv Ullmann – Von Angesicht zu Angesicht (Ansikte mot ansikte)

1978
Jane Fonda – Julia
- Anne Bancroft – Am Wendepunkt (The Turning Point)
- Diane Keaton – Auf der Suche nach Mr. Goodbar (Looking for Mr. Goodbar)
- Kathleen Quinlan – Ich hab’ dir nie einen Rosengarten versprochen (I Never Promised You a Rose Garden)
- Gena Rowlands – Opening Night

1979
Jane Fonda* – Coming Home – Sie kehren heim (Coming Home)
- Ingrid Bergman – Herbstsonate (Höstsonaten)
- Jill Clayburgh – Eine entheiratete Frau (An Unmarried Woman)
- Glenda Jackson – Stevie
- Geraldine Page – Innenleben (Interiors)

## 1980er Jahre
1980
Sally Field* – Norma Rae – Eine Frau steht ihren Mann (Norma Rae)
- Jill Clayburgh – La Luna
- Lisa Eichhorn – Yanks – Gestern waren wir noch Fremde (Yanks)
- Jane Fonda – Das China-Syndrom (The China Syndrome)
- Marsha Mason – Wenn das Schicksal es will (Promises in the Dark)

1981
Mary Tyler Moore – Eine ganz normale Familie (Ordinary People)
- Ellen Burstyn – Der starke Wille (Resurrection)
- Nastassja Kinski – Tess
- Deborah Raffin – Touched by Love
- Gena Rowlands – Gloria, die Gangsterbraut (Gloria)

1982
Meryl Streep – Die Geliebte des französischen Leutnants (The French Lieutenant’s Woman)
- Sally Field – Die Sensationsreporterin (Absence of Malice)
- Katharine Hepburn* – Am goldenen See (On Golden Pond)
- Diane Keaton – Reds
- Sissy Spacek – Raggedy Man

1983
Meryl Streep* – Sophies Entscheidung (Sophie’s Choice)
- Diane Keaton – Du oder beide (Shoot the Moon)
- Jessica Lange – Frances
- Sissy Spacek – Vermißt (Missing)
- Debra Winger – Ein Offizier und Gentleman (An Officer and a Gentleman)

1984
Shirley MacLaine* – Zeit der Zärtlichkeit (Terms of Endearment)
- Jane Alexander – Das letzte Testament (Testament)
- Bonnie Bedelia – … und wenn der letzte Reifen platzt (Heart Like a Wheel)
- Meryl Streep – Silkwood
- Debra Winger – Zeit der Zärtlichkeit (Terms of Endearment)

1985
Sally Field* – Ein Platz im Herzen (Places in the Heart)
- Diane Keaton – Flucht zu dritt (Mrs. Soffel)
- Jessica Lange – Country
- Vanessa Redgrave – Die Damen aus Boston (The Bostonians)
- Sissy Spacek – Menschen am Fluß (The River)

1986
Whoopi Goldberg – Die Farbe Lila (The Color Purple)
- Anne Bancroft – Agnes – Engel im Feuer (Agnes of God)
- Cher – Die Maske (Mask)
- Geraldine Page* – A Trip to Bountiful – Reise ins Glück (The Trip to Bountiful)
- Meryl Streep – Jenseits von Afrika (Out of Africa)

1987
Marlee Matlin* – Gottes vergessene Kinder (Children of a Lesser God)
- Julie Andrews – Duet for One
- Anne Bancroft – Nacht, Mutter ('night, Mother)
- Farrah Fawcett – Extremities
- Sigourney Weaver – Aliens – Die Rückkehr (Aliens)

1988
Sally Kirkland – Anna… Exil New York (Anna)
- Glenn Close – Eine verhängnisvolle Affäre (Fatal Attraction)
- Faye Dunaway – Barfly
- Rachel Levin – Gaby – Eine wahre Geschichte (Gaby: A True Story)
- Barbra Streisand – Nuts… Durchgedreht (Nuts)

1989
Jodie Foster* – Angeklagt (The Accused)

Shirley MacLaine – Madame Sousatzka

Sigourney Weaver – Gorillas im Nebel (Gorillas in the Mist: The Story of Dian Fossey)
- Christine Lahti – Die Flucht ins Ungewisse (Running on Empty)
- Meryl Streep – Ein Schrei in der Dunkelheit (A Cry in the Dark)

## 1990er Jahre
1990
Michelle Pfeiffer – Die fabelhaften Baker Boys (The Fabulous Baker Boys)
- Sally Field – Magnolien aus Stahl (Steel Magnolias)
- Jessica Lange – Music Box – Die ganze Wahrheit (Music Box)
- Andie MacDowell – Sex, Lügen und Video (Sex, Lies, and Videotape)
- Liv Ullmann – Der Rosengarten (The Rosegarden)

1991
Kathy Bates* – Misery
- Anjelica Huston – Grifters (The Grifters)
- Michelle Pfeiffer – Das Rußland-Haus (The Russia House)
- Susan Sarandon – Frühstück bei ihr (White Palace)
- Joanne Woodward – Mr. & Mrs. Bridge

1992
Jodie Foster* – Das Schweigen der Lämmer (The Silence of the Lambs)
- Annette Bening – Bugsy
- Geena Davis – Thelma & Louise
- Laura Dern – Die Lust der schönen Rose (Rambling Rose)
- Susan Sarandon – Thelma & Louise

1993
Emma Thompson* – Wiedersehen in Howards End (Howards End)
- Mary McDonnell – Passion Fish
- Michelle Pfeiffer – Love Field – Liebe ohne Grenzen (Love Field)
- Susan Sarandon – Lorenzos Öl (Lorenzo’s Oil)
- Sharon Stone – Basic Instinct

1994
Holly Hunter* – Das Piano (The Piano)
- Juliette Binoche – Drei Farben: Blau (Trois couleurs: Bleu)
- Michelle Pfeiffer – Zeit der Unschuld (The Age of Innocence)
- Emma Thompson – Was vom Tage übrig blieb (The Remains of the Day)
- Debra Winger – Dangerous Woman (A Dangerous Woman)

1995
Jessica Lange* – Operation Blue Sky (Blue Sky)
- Jodie Foster – Nell
- Jennifer Jason Leigh – Mrs. Parker und ihr lasterhafter Kreis (Mrs. Parker and the Vicious Circle)
- Miranda Richardson – Tom & Viv
- Meryl Streep – Am wilden Fluß (The River Wild)

1996
Sharon Stone – Casino
- Susan Sarandon* – Dead Man Walking – Sein letzter Gang (Dead Man Walking)
- Elisabeth Shue – Leaving Las Vegas
- Meryl Streep – Die Brücken am Fluß (The Bridges of Madison County)
- Emma Thompson – Sinn und Sinnlichkeit (Sense and Sensibility)

1997
Brenda Blethyn – Lügen und Geheimnisse (Secrets & Lies)
- Courtney Love – Larry Flynt – Die nackte Wahrheit (The People vs. Larry Flynt)
- Kristin Scott Thomas – Der englische Patient (The English Patient)
- Meryl Streep – Marvins Töchter (Marvin’s Room)
- Emily Watson – Breaking the Waves

1998
Judi Dench – Ihre Majestät Mrs. Brown (Mrs Brown)
- Helena Bonham Carter – Wings of the Dove – Die Flügel der Taube (The Wings of the Dove)
- Jodie Foster – Contact
- Jessica Lange – Tausend Morgen (A Thousand Acres)
- Kate Winslet – Titanic

1999
Cate Blanchett – Elizabeth
- Fernanda Montenegro – Central Station (Central do Brasil)
- Susan Sarandon – Seite an Seite (Stepmom)
- Meryl Streep – Familiensache (One True Thing)
- Emily Watson – Hilary & Jackie (Hilary and Jackie)

## 2000er Jahre
2000
Hilary Swank* – Boys Don’t Cry
- Annette Bening – American Beauty
- Julianne Moore – Das Ende einer Affäre (The End of the Affair)
- Meryl Streep – Music of the Heart
- Sigourney Weaver – Unschuldig verfolgt (A Map of the World)

2001
Julia Roberts* – Erin Brockovich
- Joan Allen – Rufmord – Jenseits der Moral (The Contender)
- Björk – Dancer in the Dark
- Ellen Burstyn – Requiem for a Dream
- Laura Linney – You Can Count on Me

2002
Sissy Spacek – In the Bedroom
- Halle Berry* – Monster’s Ball
- Judi Dench – Iris
- Nicole Kidman – The Others
- Tilda Swinton – The Deep End – Trügerische Stille (The Deep End)

2003
Nicole Kidman* – The Hours – Von Ewigkeit zu Ewigkeit (The Hours)
- Salma Hayek – Frida
- Diane Lane – Untreu (Unfaithful)
- Julianne Moore – Dem Himmel so fern (Far from Heaven)
- Meryl Streep – The Hours – Von Ewigkeit zu Ewigkeit (The Hours)

2004
Charlize Theron* – Monster
- Cate Blanchett – Die Journalistin (Veronica Guerin)
- Scarlett Johansson – Das Mädchen mit dem Perlenohrring (Girl With a Pearl Earring)
- Nicole Kidman – Unterwegs nach Cold Mountain (Cold Mountain)
- Uma Thurman – Kill Bill – Volume 1 (Kill Bill: Vol. 1)
- Evan Rachel Wood – Dreizehn (Thirteen)

2005
Hilary Swank* – Million Dollar Baby
- Scarlett Johansson – Lovesong for Bobby Long (A Love Song for Bobby Long)
- Nicole Kidman – Birth
- Imelda Staunton – Vera Drake
- Uma Thurman – Kill Bill – Volume 2 (Kill Bill: Vol. 2)

2006
Felicity Huffman – Transamerica
- Maria Bello – A History of Violence
- Gwyneth Paltrow – Der Beweis – Liebe zwischen Genie und Wahnsinn (Proof)
- Charlize Theron – Kaltes Land (North Country)
- Zhang Ziyi – Die Geisha (Memoirs of a Geisha)

2007
Helen Mirren* – Die Queen (The Queen)
- Penélope Cruz – Volver – Zurückkehren (Volver)
- Judi Dench – Tagebuch eines Skandals (Notes on a Scandal)
- Maggie Gyllenhaal – SherryBaby
- Kate Winslet – Little Children

2008
Julie Christie – An ihrer Seite (Away from Her)
- Cate Blanchett – Elizabeth – Das goldene Königreich (Elizabeth: The Golden Age)
- Jodie Foster – Die Fremde in dir (The Brave One)
- Angelina Jolie – Ein mutiger Weg (A Mighty Heart)
- Keira Knightley – Abbitte (Atonement)

2009
Kate Winslet – Zeiten des Aufruhrs (Revolutionary Road)
- Anne Hathaway – Rachels Hochzeit (Rachel Getting Married)
- Angelina Jolie – Der fremde Sohn (Changeling)
- Meryl Streep – Glaubensfrage (Doubt)
- Kristin Scott Thomas – So viele Jahre liebe ich dich (Il y a longtemps que je t'aime)

## 2010er Jahre
2010
Sandra Bullock* – Blind Side – Die große Chance (The Blind Side)
- Emily Blunt – Young Victoria (The Young Victoria)
- Helen Mirren – Ein russischer Sommer (The Last Station)
- Carey Mulligan – An Education
- Gabourey Sidibe – Precious – Das Leben ist kostbar (Precious: Based on the Novel Push by Sapphire)

2011
Natalie Portman* – Black Swan
- Halle Berry – Frankie and Alice
- Nicole Kidman – Rabbit Hole
- Jennifer Lawrence – Winter’s Bone
- Michelle Williams – Blue Valentine

2012
Meryl Streep* – Die Eiserne Lady (The Iron Lady)
- Glenn Close – Albert Nobbs
- Viola Davis – The Help
- Rooney Mara – Verblendung (The Girl with the Dragon Tattoo)
- Tilda Swinton – We Need to Talk About Kevin

2013
Jessica Chastain – Zero Dark Thirty
- Marion Cotillard – Der Geschmack von Rost und Knochen (De rouille et d’os)
- Helen Mirren – Hitchcock
- Naomi Watts – The Impossible (Lo imposible)
- Rachel Weisz – The Deep Blue Sea

2014
Cate Blanchett* – Blue Jasmine
- Sandra Bullock – Gravity
- Judi Dench – Philomena
- Emma Thompson – Saving Mr. Banks
- Kate Winslet – Labor Day

2015
Julianne Moore* – Still Alice – Mein Leben ohne Gestern (Still Alice)
- Jennifer Aniston – Cake
- Felicity Jones – Die Entdeckung der Unendlichkeit (The Theory of Everything)
- Rosamund Pike – Gone Girl – Das perfekte Opfer (Gone Girl)
- Reese Witherspoon – Der große Trip – Wild (Wild)

2016
Brie Larson* – Raum (Room)
- Cate Blanchett – Carol
- Rooney Mara – Carol
- Saoirse Ronan – Brooklyn – Eine Liebe zwischen zwei Welten (Brooklyn)
- Alicia Vikander – The Danish Girl

2017
Isabelle Huppert – Elle
- Amy Adams – Arrival
- Jessica Chastain – Die Erfindung der Wahrheit
- Ruth Negga – Loving
- Natalie Portman – Jackie: Die First Lady (Jackie)

2018
Frances McDormand* – Three Billboards Outside Ebbing, Missouri
- Jessica Chastain – Molly’s Game – Alles auf eine Karte (Molly’s Game)
- Sally Hawkins – Shape of Water – Das Flüstern des Wassers (The Shape of Water)
- Meryl Streep – Die Verlegerin (The Post)
- Michelle Williams – Alles Geld der Welt (All the Money in the World)

2019
Glenn Close – Die Frau des Nobelpreisträgers (The Wife)
- Lady Gaga – A Star Is Born
- Nicole Kidman – Destroyer
- Melissa McCarthy – Can You Ever Forgive Me?
- Rosamund Pike – A Private War

## 2020er Jahre
2020
Renée Zellweger* – Judy
- Cynthia Erivo – Harriet
- Scarlett Johansson – Marriage Story
- Saoirse Ronan – Little Women
- Charlize Theron – Bombshell – Das Ende des Schweigens (Bombshell)

2021
Andra Day – The United States vs. Billie Holiday
- Viola Davis – Ma Rainey’s Black Bottom
- Vanessa Kirby – Pieces of a Woman
- Frances McDormand* – Nomadland
- Carey Mulligan – Promising Young Woman

2022
Nicole Kidman – Being the Ricardos
- Jessica Chastain* – The Eyes of Tammy Faye
- Olivia Colman – Frau im Dunkeln (The Lost Daughter)
- Lady Gaga – House of Gucci
- Kristen Stewart – Spencer

2023
Cate Blanchett – Tár
- Ana de Armas – Blond (Blond)
- Olivia Colman – Empire of Light
- Viola Davis – The Woman King
- Michelle Williams – Die Fabelmans (The Fabelmans)

2024
Lily Gladstone – Killers of the Flower Moon
- Annette Bening – Nyad
- Sandra Hüller – Anatomie eines Falls (Anatomie d’une chute)
- Greta Lee – Past Lives – In einem anderen Leben (Past Lives)
- Carey Mulligan – Maestro
- Cailee Spaeny – Priscilla

2025
Fernanda Torres – Für immer hier (Ainda estou aqui / I’m Still Here)
- Pamela Anderson – The Last Showgirl
- Angelina Jolie – Maria
- Nicole Kidman – Babygirl
- Tilda Swinton – The Room Next Door
- Kate Winslet – Die Fotografin (Lee)

* = Schauspielerinnen, die später den Oscar für die Beste Hauptrolle des Jahres gewannen.